# Spurius bicornis
Spurius bicornis là một loài bọ cánh cứng trong họ Passalidae.